# Sign of the Winner
Albums de Heavenly
Coming from the Sky
(2000) Dust to Dust
(2004)
Sign of the Winner est le deuxième album de Heavenly sorti le 24 septembre 2001 sous le label Noise Records.
Toutes les paroles sont écrites par Ben Sotto.

## Liste des titres
1. Break the Silence – (4:01)
2. Destiny – (6:59)
3. Sign of the Winner – (4:05)
4. The World Will Be Better – (6:54)
5. Condemned to Die – (6:15)
6. The Angel – (2:06)
7. Still Believe – (5:02)
8. The Sandman – (4:43)
9. Words of Change – (5:06)
10. Until the End – (8:52)

La version japonaise contient une chanson bonus track Lonely Tears.

## Membres
- Ben Sotto - Chant
- Charley Corbiaux Guitare
- Frédéric Leclercq - Guitare
- Pierre-Emmanuel Pelisson - Basse
- Maxence Pilo - Batterie